# Юркатамм, Калью
Калью Юркатамм (эст. Kalju Jurkatamm; 27 сентября 1941, Таллин — 23 февраля 2024, Таллин) — советский эстонский легкоатлет, специалист по барьерному бегу и бегу на короткие дистанции. Выступал на всесоюзном уровне в середине 1960-х — начале 1970-х годов, чемпион СССР, победитель Спартакиады народов СССР, многократный призёр первенств всесоюзного и республиканского значения, действующий рекордсмен Эстонии в беге на 200 метров с барьерами. Представлял Тарту и спортивное общество «Калев». Мастер спорта СССР международного класса.

## Биография
Калью Юркатамм родился 27 сентября 1941 года в Таллине. Начал заниматься лёгкой атлетикой в 1956 году у тренера Яана Пеллинга, с 1960 года проходил подготовку под руководством заслуженного тренера Эстонской ССР Ханса Торима. Окончил Таллинскую среднюю школу № 1 и физико-математический факультет Тартуского университета (1966). Выступал за Тарту и добровольное спортивное общество «Калев».
Первого серьёзного успеха на всесоюзном уровне добился в сезоне 1964 года, когда на чемпионате СССР в Киеве выиграл бронзовую медаль в зачёте бега на 200 метров с барьерами.
В 1966 году на чемпионате СССР в Днепропетровске вновь стал бронзовым призёром в 200-метровом барьерном беге.
В 1968 году в той же дисциплине одержал победу на чемпионате СССР в Ялте. На соревнованиях в Риге пробежал 200 метров с барьерами за 23 секунды ровно — этот результат до настоящего времени остаётся рекордом Эстонии и стран Балтии. Позднее на домашних соревнованиях в Тарту установил свой личный рекорд на дистанции 110 метров — 13,8. По итогам сезона удостоен почётного звания «Мастер спорта СССР международного класса».
На чемпионате СССР 1969 года в Киеве взял бронзу в барьерном беге на 110 и 200 метров.
В 1970 году на чемпионате СССР в Минске выиграл бронзовую и серебряную медали в беге на 110 и 200 метров соответственно.
В 1971 году на чемпионате страны в рамках V летней Спартакиады народов СССР в Москве превзошёл всех соперников в 200-метровом барьерном беге и завоевал золото.
Помимо этого неоднократно становился чемпионом Эстонии в беге на 100 и 200 метров, в составе советской сборной неоднократно принимал участие в международных стартах.
Жена Тийу Юркатамм (Тийтус) — так же добилась определённых успехов в лёгкой атлетике, выигрывала первенства Эстонской ССР в метании диска, а позже стала успешным тренером. Их сын Вейко Юркатамм играл в баскетбол, выступал за таллиннский «Калев» и сборную Эстонии.